# Babymetal
Babymetal (ベビーメタル Bebīmetaru?,  estilizado como BABYMETAL) es un grupo idol japonés de kawaii metal formada en Tokio en 2010. Actualmente está integrada por Suzuka Nakamoto (Su-metal), Moa Kikuchi (Moametal) y Momoko Okazaki (Momometal), siendo Yui Mizuno (Yuimetal) miembro del grupo hasta octubre de 2018. En la actualidad el grupo es producido por Kobametal  de la agencia de talentos Amuse, Inc.
El grupo lanzó su álbum debut Babymetal, y de este se extrajeron los sencillos «Doki Doki ☆ Morning», «Iine!», «Headbanger», «Megitsune», «Gimme Chocolate!!» y «Road of Resistance». El álbum alcanzó el cuarto lugar en la lista semanal de Oricon, con 37 463 copias vendidas en la semana de su lanzamiento, además de convertirse el mejor álbum japonés vendido en América del Norte en 2014, debutando en el lugar 187.º en la lista estadounidense Billboard 200, lo que las convierte en las artistas más jóvenes japoneses entre los que han figurado en la lista. El 7 de enero de 2015, la banda lanzó dos discos en vivo llamados Live at Budokan: Red Night y Live at Budokan: Black Night.
El 29 de marzo de 2016, lanzaron su segundo álbum, Metal Resistance, extrayendo de allí su siguiente sencillo, «Karate».
El 19 de octubre de 2018 se anunció que Yuimetal tomó la decisión de no continuar en la agrupación aduciendo problemas de salud que la habían mantenido alejada de las actuaciones en vivo desde diciembre de 2017. Además, se anunció que el núcleo del grupo quedaría compuesto solo por Su-metal y Moametal.
El 1 de abril de 2023 se anunció la incorporación de Momometal (Momoko Okazaki)  a la agrupación en el concierto realizado en PIA Arena, Yokohama en Japón, su incorporación se realizó en la clear night realizada en el recinto.
El 9 de agosto de 2024 se anunció en un trailer que las chicas de Babymetal participarían en la película finlandesa Heavier Trip.

## Historia

### Inicios (2010-2012)

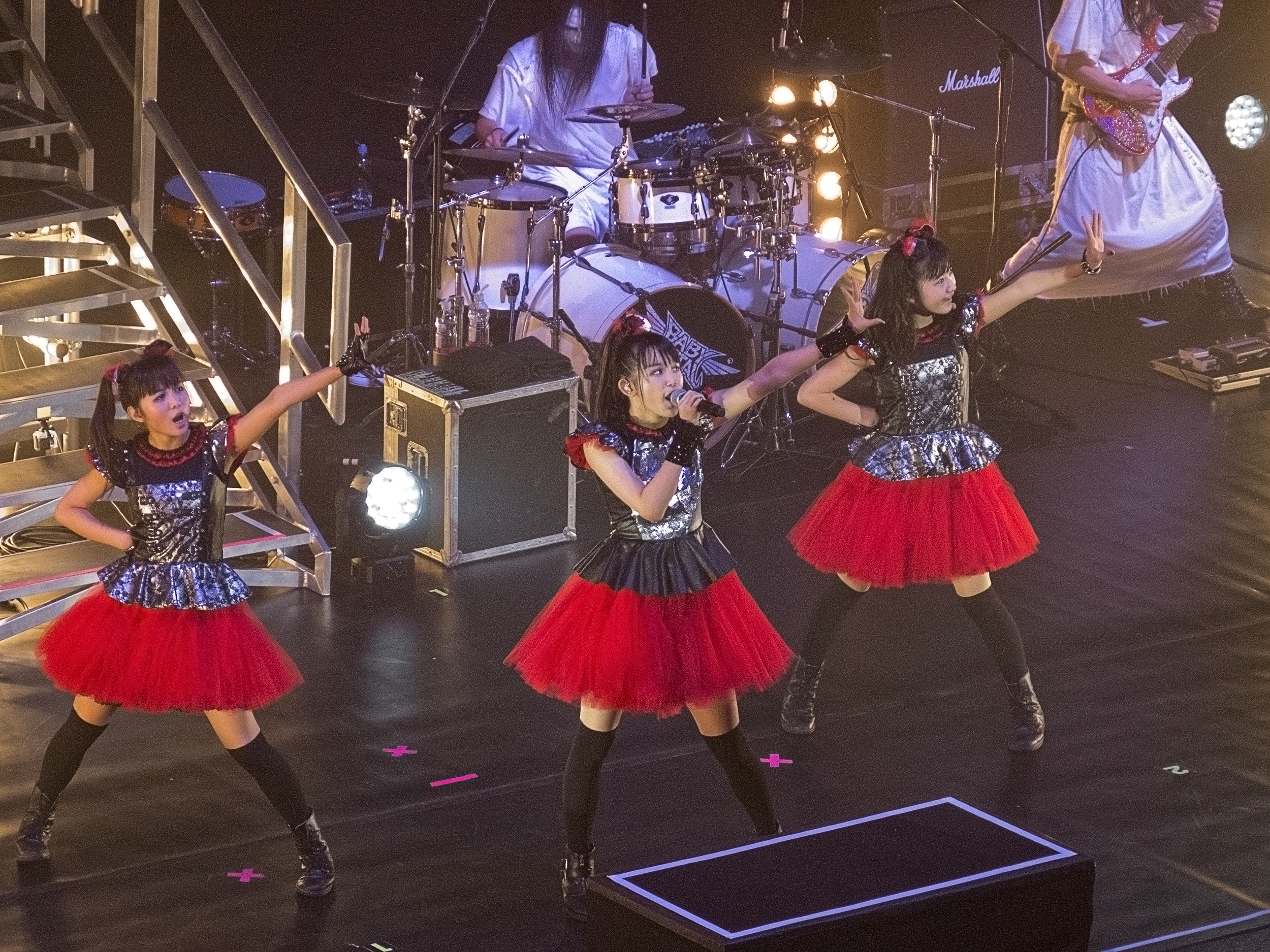
Babymetal actuando en Londres en noviembre de 2014.

El grupo fue fundado en 2010 como uno de los subgrupos del grupo femenino de idols Sakura Gakuin creado por Amuse. Kei Kobayashi (alias Key, Kobametal o simplemente Koba) es un productor que trabaja para Amuse, un fanático del metal de antaño y tenía la idea de fusionar el metal junto al género idol. Koba tenía conocimiento de Suzuka Nakamoto (Su-metal) y en ella empezó a hacer realidad su idea. El concepto final resultó en una fusión musical de j-pop y metal.
Koba hizo algunas propuestas a Amuse sobre esta idea donde le dieron luz verde al proyecto; fue así como reclutó a Yui Mizuno (alias Yuimetal) y Moa Kikuchi (alias Moametal) creando el Juonbu (Club de Música Pesada), uno de los varios «clubes» en Sakura Gakuin.
Como parte del concepto de Sakura Gakuin, las miembros se «graduarían» y dejarían el grupo cuando se graduaran de su escuela secundaria en el mundo real. Este sería el año en que Suzuka Nakamoto debería graduarse.
Fue en la primavera de 2013, donde Suzuka Nakamoto se graduó de la escuela media y tenía que «graduarse» también de Sakura Gakuin (grupo compuesto solo por niñas de hasta la escuela media), pero Amuse decidió que Babymetal continuara como un grupo autónomo. Suzuka se graduó de Sakura Gakuin el 31 de marzo de 2013 en el Tokyo International Forum.
Más tarde ese año, el grupo realizó su primer espectáculo en el extranjero en Singapur. Sus espectáculos eran cada vez más grandes y elaborados. Koba había creado un gigante dormido.

### Babymetaly la popularidad (2013-2015)

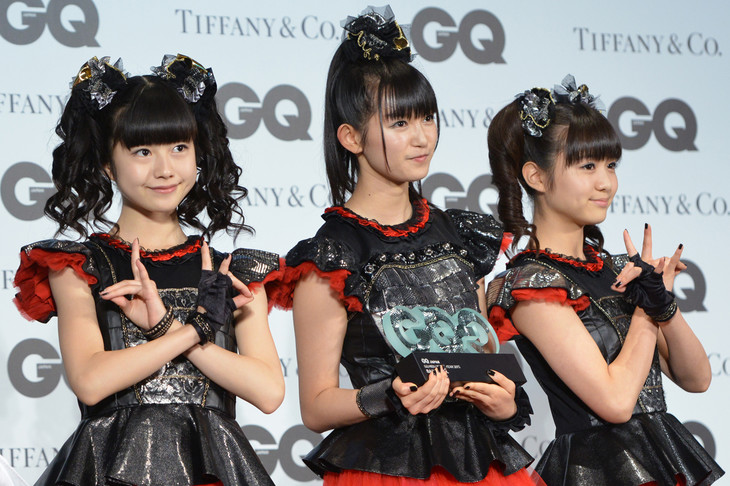
Babymetal en el 2015.

El grupo realizó una serie de conciertos en forma de trilogía llamado «Legend IDZ Apocalipsis» o también llamado el «Renacimiento» de Babymetal como una entidad de entretenimiento independiente de su origen en Sakura Gakuin, y actuaría como tal y ya no como el «Club de música pesada» de la actual Sakura Gakuin. Sin embargo, Yui y Moa aún se quedarían y seguirían actuando tanto con Sakura Gakuin como con Babymetal.
El segundo sencillo del álbum Babymetal en un sello discográfico mayor, titulado «Megitsune», fue publicado el 19 de junio de 2013. Babymetal continuó aumentando su número de fanáticos en Japón y en otros lugares. A estas alturas estaban presentando en algunos de los escenarios más pequeños en festivales de rock japoneses.
Fue donde el grupo conoció a Metallica y tuvieron su primer contacto con una banda de metal en Summer Sonic de Japón donde el nombre de Babymetal empezaba a hacerse conocido en la comunidad de artistas de metal y la industria de la música fuera de Japón.
Más tarde, en octubre de 2013, Babymetal también se convirtió en el acto más joven en actuar en el festival de música de heavy metal Loud Park.
En noviembre de 2013, Babymetal dio a conocer un vídeo promocional para el estreno japonés de la película Metallica Through the Never de Metallica. Y cerca al final de 2013 Babymetal hizo otra gira asiática en Indonesia en AFAID 2013 y la segunda vez en Singapur después de su primera gira por Asia en el extranjero en 2012, seguido en noviembre de la liberación del vídeo en vivo Live: Legend IDZ Apocalipsis, que debutó en el séptimo lugar en el ranking semanal de Oricon en Blurays, y en el segundo lugar en Blurays musicales.
El año 2014 fue el de oro comenzando con una gira internacional que incluye Inglaterra, Francia, Alemania y Estados Unidos.
El 26 de febrero de 2014, publicó su primer álbum del mismo nombre. Contenía trece pistas y también estaba disponible en una edición limitada que incluye un DVD con vídeos musicales y material en vivo. El álbum fue muy bien recibido por los críticos de música, así como el público, la venta de más de treinta y siete mil copias en Japón su primera semana, debutando en el número cuatro en Oricon, el número 2 en el Billboard Japón. También se remataron iTunes en las listas de éxitos en Alemania, Reino Unido y EE. UU., y alcanzó el número 187 en los Billboard 200 de EE. UU. en 22 de marzo; pocos artistas japoneses han entrado jamás en la tabla. Su álbum también lo hicieron en el Heatseekers carta en el número cuatro. El 1 y 2 de marzo de 2014, la banda dio dos conciertos en el Budokan. Con la edad promedio de 14,7, se convirtieron más joven de la intérprete femenina para dar un espectáculo allí. 
El 9 de abril de 2015, Babymetal anunció en su web oficial que su primer álbum será lanzado en formato físico de CD en Estados Unidos vía RED/Sony Music Entertainment) el 16 de junio, y después en países como Canadá y México. El álbum también estará disponible en Europa a través de earMUSIC en países como Alemania, Suecia, Finlandia, Reino Unido, Francia y varios más, a partir del 29 de mayo. Ambos lanzamientos incluyen 2 bonus tracks (canciones aún por confirmar). Además, Europa recibirá una Deluxe Edition que incluye un DVD de regalo compilando seis vídeos musicales de la banda.
El 9 de mayo de 2015, Babymetal realizó su gira Babymetal World Tour 2015 incluyendo por primera vez a México como primer país latinoamericano en la lista. 

### Metal Resistance(2016-2018)

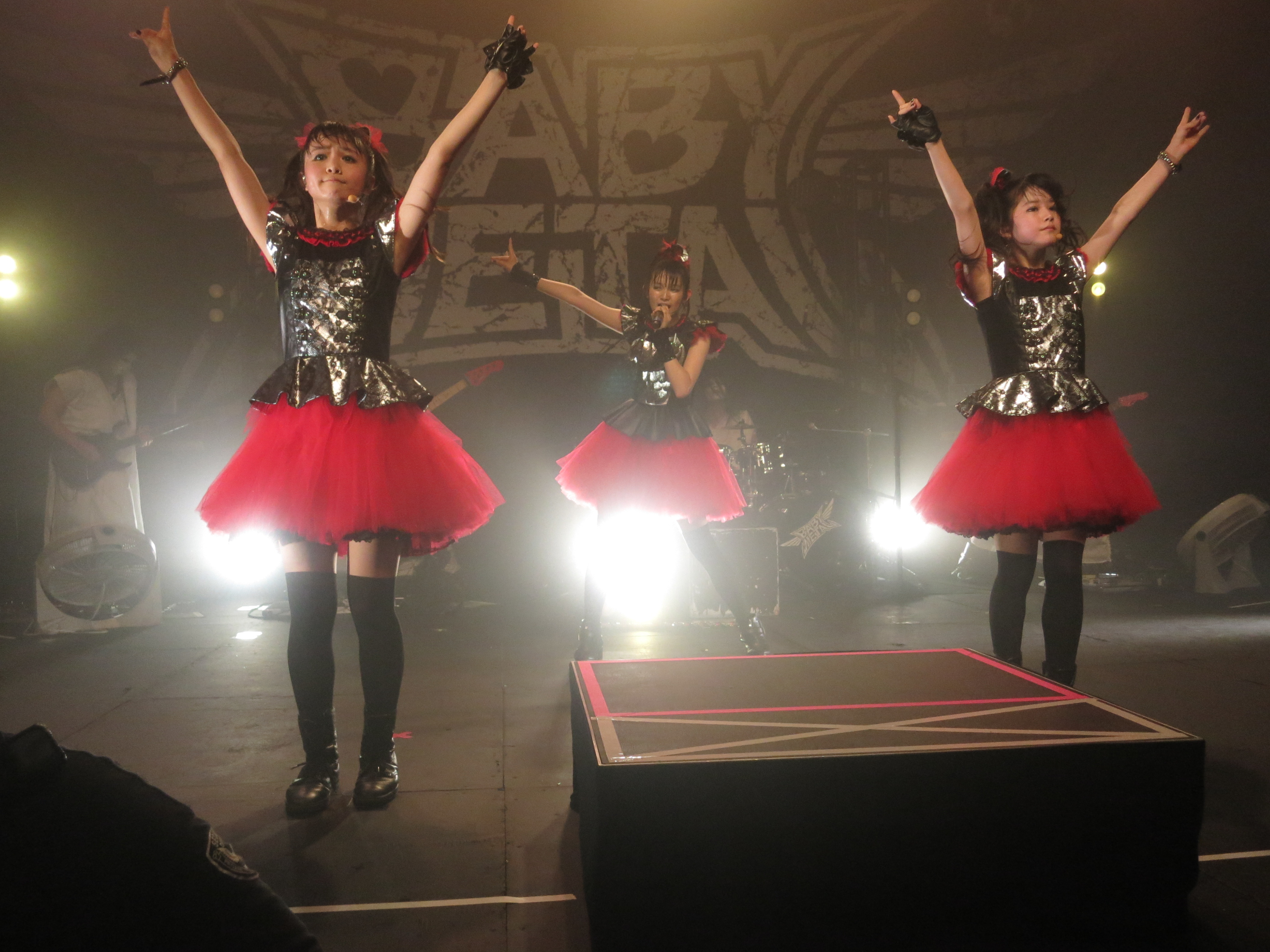
Babymetal en Los Ángeles.

En diciembre de 2015, fue anunciado el lanzamiento de su segundo álbum (para el 1 de abril de 2016) y una gira mundial. El 15 de enero de 2016 el título del álbum Metal Resistance fue oficialmente revelado.
El 18 de julio, el grupo hizo una aparición especial en los Premios de Música Alternative Press, donde se presentaron «Karate» antes de unirse en el escenario por el vocalista de Judas Priest, Rob Halford. Halford, junto con Su-metal y la Banda de Kami, realizó una versión abreviada de «Painkiller», seguido de una presentación de «Breaking the Law», donde se les unió Yuimetal y Moametal en las guitarras.
El 27 de julio, Metal Hammer votaron de primer álbum de Babymetal como el mejor álbum del siglo XXI.[cita requerida]
En 28 de septiembre, Warner Bros y su subsidiaria Blue Ribbon Content anunciaron que están en desarrollo de una serie híbrida (acción en vivo y animación) en formato corto, el cual va a ser protagonizado por las miembros de la agrupación, Amuse USA Group y el creador-productor de la agrupación Kei Kobayashi están también involucrados en el proyecto.
El 19 de octubre de 2018, junto con la publicación de un nuevo sencillo titulado «Starlight», se anuncia oficialmente la salida de Yui Mizuno del grupo, aduciendo, principalmente, problemas de salud que la tuvieron ausente de las actividades y conciertos desde diciembre de 2017, poco antes de la grabación del directo Legend S: Baptism XX llevado a cabo en Hiroshima.

### Metal Galaxy(2019)
El 29 de junio de 2019 el grupo anuncia su álbum, Metal Galaxy, que cuenta con la participación de Alissa White-Gluz y Joakim Brodén, los vocalistas sueco de las bandas de death metal y heavy metal, Arch Enemy y Sabaton, también cuenta con la colaboración de los guitarristas Tak Matsumoto, y de Scott LePage y Tim Henson, donde estos dos últimos pertenecen a la banda de rock progresivo Polyphia, será publicado el 11 de octubre de ese mismo año. Además, anunciaron una nueva gira por Europa para el año 2020.
Logra tener buena crítica por parte de los fanes y críticos, mencionando que es el mejor álbum, debido a su gran combinación de géneros,  Babymetal logra convertirse en el primer acto asiático en alcanzar la cima de la lista de álbumes de Billboard Top Rock.

### “The One Stairway to Living Legend”  Cierre del capítulo de 10 años de la banda (2021)
En 2021 el grupo ,  cerró oficialmente el capítulo actual de sus 10 años de carrera con un nuevo video llamado «The One – Stairway To Living Legend». El clip encuentra a Su-metal y Moametal interpretando «The One» antes de ascender por una escalera a un lugar donde se convertirán en «leyendas vivas.» Esta noticia llegó después de que el grupo dijera previamente que estaban planeando «desaparecer de nuestra vista» durante un tiempo no revelado. BABYMETAL anunció en agosto  de  2021 que se sellaría y desaparecería de nuestra vista tras concluir su proyecto «10 BABYMETAL LEGENDS», y que no volvería hasta que se rompiera ese sello.
El comunicado del grupo anunció: En este mes de octubre, hemos llegado al final del proyecto, al final de una era. Cuando el reloj marcó la medianoche en Japón -el pasado 11 de octubre- se lanzó una última despedida en forma de un vídeo musical titulado «THE ONE – STAIRWAY TO LIVING LEGEND», una nueva versión de la canción THE ONE.
Mientras que THE ONE es una canción que conecta a los aficionados del metal de todo el mundo y trae esperanza, el prólogo que aparece en el vídeo musical no parece mostrar ningún signo fuerte de esperanza, excepto la críptica línea «sólo el DIOS FOX lo sabe». Todos los aficionados de BABYMETAL están bien familiarizados con estas palabras, ya que esencialmente significa «interprétalo como quieras», o en otras palabras, «no hay respuesta a esto».

### The Other One (2022-2024)
Babymetal anunció su cuarto álbum, The Other One, el 11 de octubre de 2022, revelando que sería un álbum conceptual. El álbum fue lanzado el 24 de marzo de 2023. El sencillo principal del álbum, "Divine Attack (Shingeki)" (japonés: Divine Attack - 神撃 -), fue lanzado el 20 de octubre de 2022. Esta es la primera canción de Babymetal cuya letra fue escrita en su totalidad por Su-metal. El segundo sencillo del álbum, "Monochrome", fue lanzado el 17 de noviembre junto con un lyric video, algo inédito para la banda. El 19 de enero de 2023, Babymetal lanzó el sencillo "Metal Kingdom", además de revelar la lista de canciones de The Other One.
El 28 y 29 de enero de 2023, Babymetal se presentó en el Makuhari Messe, marcando su primer concierto en vivo en casi dos años. Interpretaron un total de 13 canciones, cinco de ellas de su álbum The Other One. Imágenes de estos conciertos fueron utilizadas en el video musical de "Metal Kingdom", que se lanzó el 3 de febrero de 2023. El 23 de febrero, lanzaron la canción "Light And Darkness" junto con un video musical, que también consistió en imágenes de sus presentaciones en el Makuhari Messe. En los días previos al estreno, publicaron dos adelantos del video en su canal de YouTube.
Su-metal y Moametal interpretaron una versión para piano de la canción "Monochrome" para The First Take, la cual se estrenó en su canal de YouTube el 10 de marzo de 2023. El 15 de marzo, la banda anunció su primera gira desde 2019, la Babymetal World Tour 2023, con presentaciones en Asia y Australia. Babymetal lanzó el sencillo principal de su álbum conceptual The Other One, "Mirror Mirror", el 23 de marzo junto con un video con la letra. El álbum fue lanzado al día siguiente a través del sello discográfico Cooking Vinyl.
El 1 de abril de 2023, durante el concierto de Babymetal Begins - The Other One: Clear and Black Nights en el Pia Arena MM de Kanagawa, se anunció oficialmente que Momoko Okazaki se unía como nueva integrante de un Babymetal renacido, adoptando el nombre artístico de Momometal. Su primera aparición en video como miembro oficial fue en el videoclip de "Mirror Mirror", subido a YouTube el 7 de abril, el cual incluía imágenes de la presentación de Babymetal en el Pia Arena MM.
El 18 de agosto de 2023, Babymetal lanzó el sencillo "Metali!!", en colaboración con Tom Morello, donde Momometal participó con un interludio hablado en la canción.
Los días 2 y 3 de marzo de 2024, Babymetal realizó dos conciertos en el Yokohama Arena bajo el título Legend – MM, para celebrar el cumpleaños de Momometal. La primera noche se llamó 20 Night, ya que en ese momento tenía 20 años, mientras que la segunda se tituló 21 Night, coincidiendo con su cumpleaños número 21. Aproximadamente 30,000 personas asistieron a los conciertos durante ambos días.
El 23 de mayo, Babymetal colaboró con la banda alemana Electric Callboy en la canción "Ratatata", que posteriormente fue utilizada por WWE como el tema oficial del evento Bash in Berlin 2024. Además, la banda hizo un cameo en la película de comedia finlandesa Heavier Trip, que se estrenó en septiembre.
Entre el 21 de octubre y el 9 de noviembre de 2024, Babymetal realizó su primera gira por Latinoamérica cómo parte del Knotfest 2024, presentándose en Brasil, Argentina, Chile y México junto a Slipknot. Además de su participación en el festival, la banda llevó a cabo sideshows en Brasil, Chile, Colombia y Perú, siendo la primera vez que incluyen otros países latinos aparte de México.
El 6 de diciembre, Babymetal participó en el sencillo "Bekhauf" de la banda de metal india Bloodywood.

### Metal Forth (2025-presente)
El 4 de enero de 2025, Babymetal estrenó su primer programa de radio regular, titulado Babymetal’s Metal Radio! (Babymetalのメタラジ！, Bebīmetaru no metaraji!), transmitido por Tokyo FM.
El 1 de abril de 2025, la banda anunció el lanzamiento de su quinto álbum, Metal Forth, programado para el 13 de junio de 2025. Anunciando así su firma con el sello discográfico, Capitol Records. El 4 de abril de 2025, Babymetal lanzó el sencillo from me to u en colaboración con Poppy. Ese mismo día, se estrenó el video musical de la canción en YouTube.

## Sonido e influencia
El grupo define su estilo como un nuevo género llamado kawaii metal (kawaii, que significa 'lindo, bonito') y aclara que es «una mezcla de j-pop y el heavy metal». En la prensa musical, el grupo es más comúnmente asociado con los géneros de death metal, power metal, nu metal, speed metal y j-pop.
Los temas líricos que se encuentran en el foco de la música de Babymetal son temas del mundo real y también los temas típicos de idols del pop como el fomento de los adolescentes a aceptar y valerse por sí mismos, la presión ejercida sobre las adolescentes a permanecer delgadas y también la intimidación (acoso escolar, bullying), así como cantan sobre cómo es ir al primer concierto, el concepto de una «mujer ideal» y el chocolate, temas que según los críticos se apartan un tanto del estilo lírico típico de la mayoría de las bandas de metal.

## Miembros
| Nombre    | Instrumentos | Nombre real                   | Nacimiento              |
| --------- | ------------ | ----------------------------- | ----------------------- |
| Su-metal  | voz, baile   | Suzuka Nakamoto (中元 すず香) | 20 de diciembre de 1997 |
| Moametal  | coro, baile  | Moa Kikuchi (菊地 最愛)       | 4 de julio de 1999      |
| Momometal | coro, baile  | Momoko Okazaki (岡崎 百々子)  | 3 de marzo de 2003      |

Miembros anteriores
- Yui Mizuno (Yuimetal) - Coro y baile (2010-2018)

### Banda de apoyo (Backing Band)
Las actuaciones en directo son realizadas con la banda de apoyo llamada Kamiband, quienes aparecen maquillados al estilo corpse paint; siendo dos guitarristas, un bajista y un baterista quienes suben al escenario juntos durante el espectáculo y son referidos como los kami o los dioses, haciendo alusión a que cada miembro representa ser el dios del instrumento que toca. Durante las giras mundiales, la kamiband a veces presenta variaciones en sus miembros o rotaciones entre conocidos miembros constantes en los escenarios.
Miembros Actuales
- Anthony Barone – Batería (Shadow of Intent, 2019–presente)
- Chris Kelly – Guitarra (Galactic Empire, 2019–present)
- CJ Masciantonio – Guitarra (Galactic Empire, 2019–presente)
- Clint Tustin – Bajo (Galactic Empire, 2019–presente)
- Ryan Neff – Bajo (2023–presente)
- Matt Deis – Bajo (2024–presente)

Miembros anteriores
- Takayoshi Ohmura (C4)- Guitarra  (2013–2023)
- Leda Cygnus (Deluhi/Galneryus) - Guitarra (2013–2020)
- BOH (Binecks) - Bajo (2013–2023)
- Hideki Aoyama (Ever+Last) - Batería (2013–2023)
- Yuya Maeta (Blue Man Group) - Batería (2014)
- Isao Fujita (Spark 7) - Guitarra  (2015–2023)
- Mikio Fujioka - Guitarra (2013-2018; debido a su muerte)

Otros miembros
- Yusuke Hiraga - Guitarra (Presente en la gira por Australia En 2018)
- Eiji Matsumoto - Batería (Presente en algunos shows en Japón; destacando en el Dark Night Carnival En 2018)

Línea de tiempo
Kami-Band

## Discografía
| Álbumes de estudio - 2014: Babymetal - 2016: Metal Resistance - 2019: Metal Galaxy - 2023: The Other One - 2025: Metal Forth | Álbumes en directo - 2015: Live at Budokan: Red Night - 2015: Live at Budokan: Black Night - 2016: Live at Wembley - 2017: Live at Tokyo Dome |

## Colaboraciones
- BABYMETAL × Kiba of Akiba
- Road of Resistance (con Herman Li y Sam Totman de DragonForce)
- Gimme Chocolate!! (con Skrillex)
- BABYMETAL × Rob Halford
- Brand New Day (con Tim Henson y Scott LePage de Polyphia)
- PA PA YA!! (con F.HERO)
- Distortion (con Alissa White-Gluz de Arch Enemy)
- Kingslayer (con Bring Me the Horizon)
- THE END (con Lil Uzi Vert)
- LEAVE IT ALL BEHIND (con F.HERO y Bodyslam)
- RATATATA (con Electric Callboy)[33]
- Bekhauf (con Bloodywood)
- ETERNAL FLAMES (con Tak Matsumoto)
- METALI!! (con Tom Morello)
- From me to u (con Poppy)
- Song 3 (con Slaughter to Prevail)
- Kon! Kon! (con Bloodywood)
- My My Queen (con Spiritbox)

## Giras musicales
- Babymetal Death Match Tour 2013: May Revolution (2013)
- Babymetal World Tour 2014 (2014)
- Artrave: The Artpop Ball Tour (Junto con Lady Gaga) (2014)
- Babymetal World Tour 2015 (2015)
- Babymetal World Tour 2016: Legend - Metal Resistance (2016)
- Babymetal US Tour 2017 (with Korn and Stone Sour) (2017)[34]
- The Five Fox Festival in Japan (2017)
- Babymetal World Tour (2018)
- Metal Galaxy World Tour (US) (2019)
- Metal Galaxy World Tour (Europe) (2020)
- Babymetal World Tour (Asia, Europe, US & Oceania)(2023-2024)
  - Babymetal World Tour (2023-2024) LEGEND - MM
  - Babymetal World Tour (2023-2024) Tour Final in Japan LEGEND - 43
  - Babymetal World Tour (2024) - Latin America & North America
- Babymetal World Tour (2025)
  - Babymetal World Tour 2025 Special Arena Show In Mexico